# Immigració

Taxa neta de migració al 2011: positiva (blau), negativa (taronja), estable (verd), sense dades (gris).

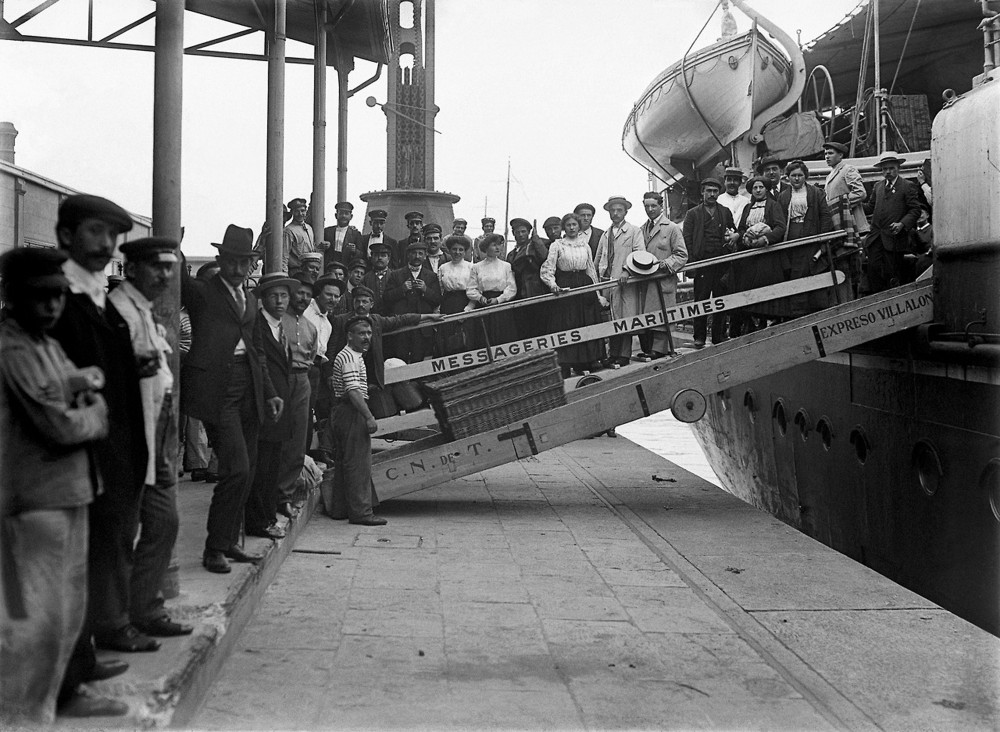
Immigrants europeus arribant a l'Argentina.

La immigració és l'entrada a un país per part de persones que van néixer o són procedents d'un altre Estat. Representa una de les dues opcions o alternatives del terme migració, que és aplicat als moviments de persones d'un lloc a altres i aquests desplaçaments comporten un canvi de residència ja sigui temporal o definitiu. Les dues opcions dels moviments migratoris són: emigració, que és la sortida de persones d'un país per dirigir-se a altres diferents i immigració, que és l'entrada a un país, procedents d'altres països, de forma que una emigració comporta una posterior immigració al país o lloc d'arribada.
Així doncs, resulta vàlid estudiar la immigració des del punt de vista del país d'acollida o més bé d'entrada, puix que la situació és molt diferent i fins i tot a vegades oposada a la del país o lloc d'emigració. Un dels problemes que planteja la immigració és la quasi sempre inevitable diferenciació cultural, econòmica i social existent entre les poblacions immigrades i les del país de recepció, i fins i tot entre els mateixos immigrants quan procedeixen de països de diferents continents.

## Països amb més immigració
El país amb més immigrants és els Estats Units, que concentra un 20% dels residents estrangers del món, atrets per les oportunitats de treball i pel prestigi de la universitat i empreses d'alta qualificació. Segueixen Rússia i Alemanya, amb més de 10 milions d'immigrants al seu territori. Espanya ocupa el desè lloc de la classificació, amb arribades creixents per la seva situació geogràfica a prop d'Àfrica i la proximitat cultural amb Amèrica Llatina. Els països amb més percentatge de població estrangera són el Vaticà i Andorra.
Els punts del planeta amb més pressió de la immigració il·legal són: la frontera entre Mèxic i els Estats Units, Espanya i el nord d'Àfrica; els Balcans i Malàsia.
El Mar Mediterrani és un dels llocs de pas per a moltes persones que marxen dels seus països i volen entrar a la Unió Europea. La majoria d'aquestes persones, demandants de dret d'asil o immigrants, provenen de diferents països d'Àfrica (Nigèria, Somàlia, Líbia, Sudan, Gàmbia, Mali…) i del Pròxim Orient (Síria, Afganistan, Iraq, Pakistan, Palestina…). Des de l'any 2014, gairabé 30.000 persones han mort al mar. En els darrers anys, la Guerra Civil de Síria i la situació que es viu a Líbia, han incrementat el flux de persones que creuen el Mar Mediterrani. Així, l'any 2015, 3.770 persones hi van perdre la vida intentant arribar a terres segures. Durant els mesos gener i febrer de l'any 2017, s'han comptabilitzat 13.924 arribades a Europa a través del Mar Mediterrani; mentrestant, 366 hi han mort.

## Política d'immigració de la Unió Europea
La lliure circulació de persones, la immigració i l'asil són els aspectes fonamentals del procediment legislatiu a la Unió Europea. La llibertat de circulació és un dret essencial que assisteix als ciutadans de la Unió Europea en virtut als Tractats Consecutius.
Segons els articles 79 i 80 del Tractat de Funcionament de la Unió Europea (TFUE). Respecte a la Migració Legal, la Unió Europea estableix, per ella mateixa, les seves condicions per a la entrada i sortida de persones de països tercers a qualsevol Estat membre. Els Estats de la Unió Europea poden establir els percentatges d'admissió de nacionals de països tercers que desitgin buscar feina dins del territori. La Unió Europea té el dret de donar suport a noves mesures per a la integració favorable per part dels Estats membres als nacionals dels països tercers.
La immigració irregular és una de les grans preocupacions de la Unió Europea. Un immigrant irregular és la persona que arriba a la UE sense cap mena de permís o visat. En aquests casos, la UE té com a obligació preveure i reduir aquest tipus d'immigració, mitjançant una política de retorn, respectant però, els drets fonamentals de les persones i de la lliure circulació.
La UE té com a objectiu marcar l'equilibri per abordar l'equilibri entre la immigració legal i la ilegal, aportar i garantir el tracte per igual de les persones provinents de països tercers als Estas membres pels fluxos migratoris i penalitzar qualsevol acte denigrant o racista, així com fomentar les relacions entre Estats membres i països tercers.
D'acord al Tractat de Lisboa, les polítiques de immigració seran regides pel principi de solidaritat i la repartició equitativa de responsabilitat per parts del Estats membres, també en aspectes econòmics.

## Immigració a Espanya
Des de 1998 el nombre d'immigrants empadronats a Espanya no va parar de créixer fins al 2013.
L'article tercer de la Llei 16/2003 de Cohesió permetia que immigrants tenien l'accés garantit a la sanitat finançada públicament fins a la reforma feta amb el Reial Decret Llei 16/2012 que exclogué als immigrants empadronats i sense permís de residència (immigrants en situació irregular).
El 2015 les Corts valencianes aprovaren un decret que permetia l'accés universal a l'assistència sanitària. Arribà a tindre 20.000 usuaris immigrants baix aquesta norma. El Tribunal Constitucional d'Espanya el declarà inconstitucional, anul·lant-lo a finals del 2017. A Catalunya va ocórrer un cas similar amb una llei aprovada el 2017 que fou suspesa pel Tribunal Constitucional el 2018.
L'ajuntament de València no podia admetre a tràmit les sol·licituds d'ajudes per a pagar el servei de guarderies per als fills dels immigrants sense papers el 2017. La regidora d'educació explicava la causa per la Llei de Subvencions d'Espanya.